# 中川幸次
中川 幸次（なかがわ ゆきつぐ、1920年3月11日 - 2015年12月28日）は、日本のエコノミスト。元野村総合研究所社長。中曽根康弘元総理大臣のブレーンとして知られた。

## 人物
山口県出身。高松高等商業学校を経て、1943年9月旧制東京商科大学（のちの一橋大学）本科を卒業し、日本銀行入行。大学では山田雄三ゼミナールに所属。
日本銀行調査局次長、総務部長を経て、1973年営業局長、1975年理事。
1980年野村総合研究所副社長、1983年同社長 兼 研究所長、1987年同相談役、1990年同顧問、1993年財団法人世界平和研究所副会長（会長：中曽根康弘）、1994年三愛石油監査役。
この間第二次臨時行政調査会、臨時行政改革推進審議会に所属、財政再建、規制緩和等を担当し、行政改革に取り組んだ。また1985年、中曽根首相が「政府税調に官僚出身でない純民間の暴れ馬を入れ補強したい」と述べたことを受け、政府税制調査会特別委員に就任し、税制改革に取り組んだ。
趣味は囲碁と浜田山の自宅周辺の散歩。酒はほとんど飲まず、二次会と名のつくものに参加したことはない。